# Camille Jenatzy
Camille Jenatzy (ur. 4 listopada 1868 roku w Schaerbeek, zm. 8 grudnia 1913 roku w Habay la Neuve) – belgijski kierowca wyścigowy. Jako pierwszy człowiek przekroczył 100 km/h na specjalnym aerodynamicznym samochodzie elektrycznym La Jamais Contente w 1899 roku.

## Kariera
Nazywany był „Czerwonym Diabłem” ze względu na urodę, lecz również z uwagi na brutalny sposób prowadzenia samochodu. Był jednym z największych zawodników pionierskich lat sportu samochodowego, wygrał raz w 1903 roku w Pucharze Gordona Bennetta jeżdżąc wówczas w samochodzie Mercedes. W następnym roku zdobył w tych samych zawodach rozgrywanych w Niemczech drugie miejsce, ale w trakcie wyścigu uniknął śmierci przejeżdżając przez przejazd kolejowy kilka centymetrów przed lokomotywą. Wywołało to u Jenatzego duży szok. Był 5 w Pucharze Vanderbilta w 1906, w 1910 roku zajął 2. miejsce w wyścigu górskim w Gaillon. Zginął w 1913 roku od zabłąkanej kuli w trakcie polowania.